# アトラシアン
アトラシアン (Atlassian) は、オーストラリアのシドニーに本社を置くソフトウェア企業で、ソフトウェア開発者を対象とした法人向けソフトウェアを開発している。2010年9月1日に、世界経済フォーラムは同社を2011年度のテクノロジー・パイオニアとして発表した。

## 製品・サービス等
アトラシアンはエンタープライズ・ソーシャルソフトウェアベンダーと評されている。
特にアジャイルソフトウェア開発に役立つツールを提供することに注力しており、また自身がアジャイル開発を実践していることで良く知られている。
アトラシアンの製品はほとんどの部分がオープンソースではないが、再配布や再販売を行わない限り、コードの閲覧や修正を顧客に許可するライセンスのもとに販売されている。
人気のあるウィキ Confluence (コンフルエンス) や、バグと課題管理システム Jira (ジラ) といった、もっと一般的な利用者を対象としたツールも開発している。

### 製品
- Crucible（英: Crucible (software)）
- FishEye（英: FishEye (software)）
- Bamboo（英: Bamboo (software)）
- Clover（英: Clover (software)） ：コードベースを作成するプログラマーを対象としている。

- Confluence（コンフルエンス）
- HipChat（英: HipChat）
- Stash（英: Stash (software)）
- Bitbucket
- Bamboo（英: Bamboo (software)）
- FishEye（英: FishEye (software)）
- Crucible（英: Crucible (software)）
- Clover（英: Clover (software)）
- SourceTree
- Crowd
- Confluence Team Calendars
- Confluence SharePoint Connector
- Confluence Questions
- Jira（ジラ）
  - Jira Work Management
  - Jira Software
  - Jira Service Management
  - Jira Agile (旧GreenHopper)
  - Jira Capture (旧Bonfire)
  - Jira Service Desk
  - Jira Portfolio
- Trello

## 企業情報
アトラシアンは、ニューサウスウェールズ大学在学中に出会ったマイク・キャノンブルックスとスコット・ファーカーにより、2002年にシドニーで設立された。2009年の収入は5800万ドルで、全世界に20,000顧客を持っている。現在では、サンフランシスコ、アムステルダム、日本にもオフィスがある。
日本オフィスは2014年1月に東京渋谷から横浜みなとみらい地区の「マリノスタウン」内に移転したが、マリノスタウンの閉鎖が決まったことから、2015年10月に横浜の馬車道地区（横浜市中区海岸通）に移転した。その後、2021年8月に横浜ランドマークタワーに移転している。
アトラシアンは、設立者が用意した10,000ドルのクレジットカードにより事業を開始し、長い間自己資金で経営を行っていたが、2010年7月に初めて組織的に資金調達を行い、ベンチャーキャピタルであるAccel Partnersから6,000万ドルの資金調達が実現した。
2010年9月29日、アトラシアンは、バージョン管理システム「Mercurial」を用いたプロジェクト向けのウェブベースのホスティングサービスであるBitbucketを買収した。
2017年1月、タスク管理サービスであるTrelloを買収した。
2020年10月、「Reworking Work Understanding The Rise of Work Anywhere Global research into the impacts of COVID-19 on the nature of work and collaboration.」という調査結果を公表した。

## スポンサー活動

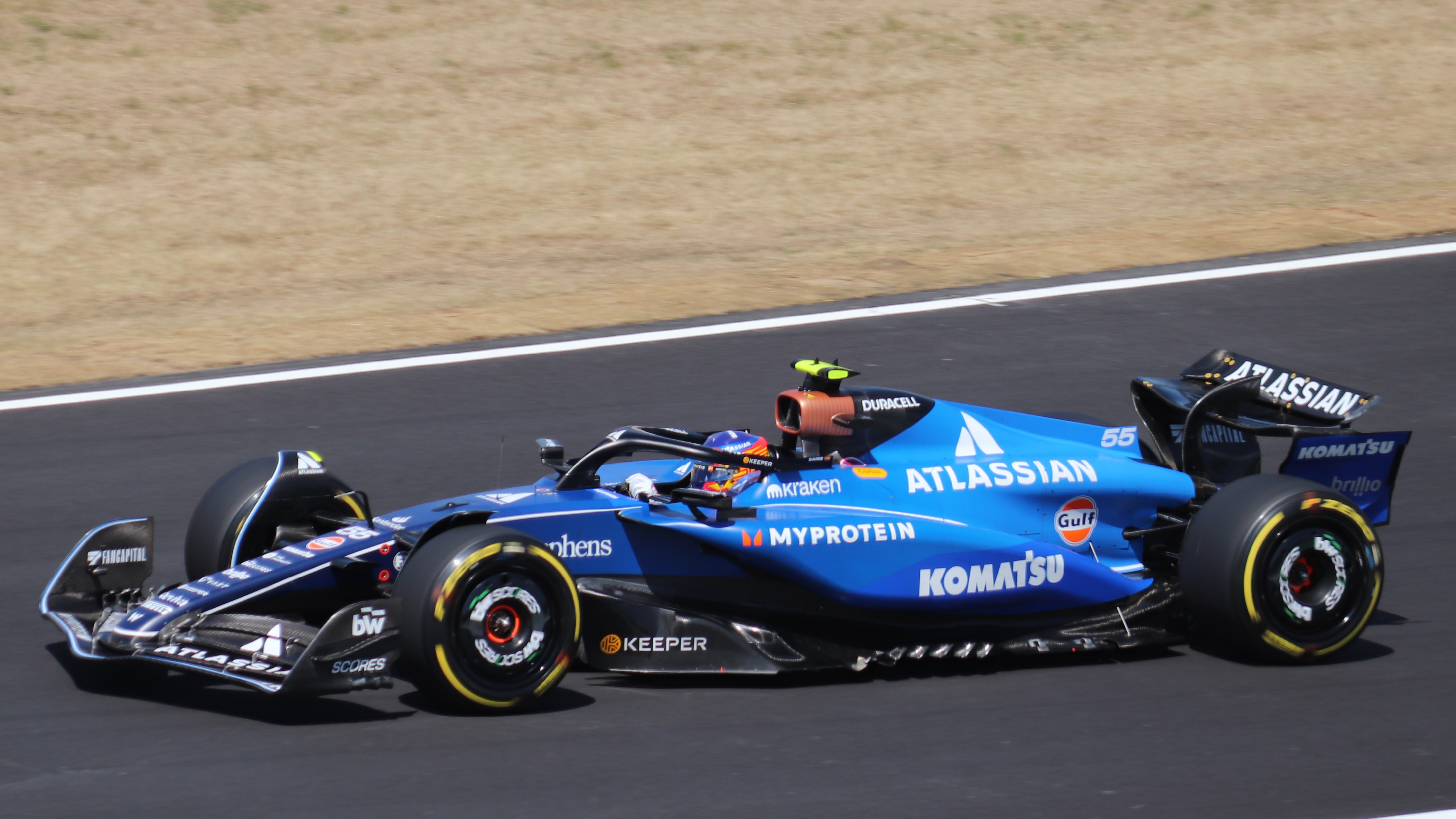
アトラシアンのロゴが入ったウィリアムズ・FW47

2025年2月、フォーミュラ1（F1）に参戦するウィリアムズチームとタイトルスポンサーとして契約したことを明らかにした。契約の詳細は「複数年契約」ということ以外明らかにされていないが、「System of Work」などアトラシアンの各種ツール類をウィリアムズの開発現場に導入し、F1マシン開発の効率化を図るとしている。